# Mezzana Rabattone
Mezzana Rabattone là một đô thị ở tỉnh Pavia trong vùng Lombardia của Ý, có cự ly khoảng 40 km về phía nam của Milan và khoảng 13 km về phía tây nam của Pavia. Tại thời điểm ngày 31 tháng 12 năm 2004, đô thị này có dân số 515 người và diện tích là 7,0 km².
Mezzana Rabattone giáp các đô thị sau: Bastida Pancarana, Cervesina, Pancarana, Zinasco.